# Juan Gualberto Guevara

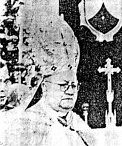
Juan Gualberto Kardinal Guevara

Kardinalswappen

Juan Gualberto Kardinal Guevara (* 12. Juli 1882 in Villa de Vitor, Peru; † 27. November 1954 in Lima) war Erzbischof von Lima.

## Leben
Juan Gualberto Guevara erhielt seine theologische und philosophische Ausbildung in Arequipa und Rom. Am 2. Juni 1906 empfing er das Sakrament der Priesterweihe und arbeitete anschließend als Seelsorger im einst peruanischen, seit 1883 chilenischen Arica. Als Peru im Jahre 1910 nach einem Streit über die Anwendung des Vertrages von Ancón die diplomatischen Beziehungen zu Chile abbrach, musste er Arica verlassen. Von 1910 bis 1920 war er Subregens des Priesterseminars von Arequipa, von 1916 bis 1940 war er Journalist und Herausgeber der bekannten peruanischen Zeitung „El Deber“.
Papst Pius XII. ernannte Juan Gualberto Guevara 1940 zum Bischof von Trujillo. Die Bischofsweihe spendete ihm am 2. März 1941 der damalige Apostolische Nuntius in Peru und spätere Kurienkardinal Fernando Cento; Mitkonsekratoren waren Felipe Santiago Hermosa y Sarmiento, Bischof von Cuzco, und Domingo Juan Vargas OP, Bischof von Huaraz. 1943 erfolgte die Ernennung zum Erzbischof von Trujillo und Anfang 1945 die Ernennung zum Militärbischof von Peru. Am 16. Dezember 1945 wurde er zum Erzbischof von Lima ernannt.
Im Konsistorium vom 18. Februar 1946 nahm Papst Pius XII. Juan Gualberto Guevara als Kardinalpriester in das Kardinalskollegium auf. Kurz darauf folgte die Übergabe des roten Hutes und die Übertragung der Titelkirche Sant’Eusebio. Guevara war der erste Kardinal aus Peru. 1950 wurde er mit dem Großkreuz des Ordens de Isabel la Católica ausgezeichnet.
Juan Gualberto Kardinal Guevara starb am 27. November 1954 nach langem Krebsleiden in Lima und wurde in der dortigen Kathedrale bestattet.